# Когнитивные измерения
Когнити́вные измере́ния — принципы разработки синтаксиса, пользовательских интерфейсов и других особенностей языков программирования, описанные исследователями Томасом Грином и Марианом Петре. Измерения могут использоваться для оценки юзабилити существующих языков или для рекомендаций по дизайну новых.

## Действия пользователя
Авторы концепции о когнитивных измерениях выделяют четыре типа активности с интерактивными объектами: приращение (создание), транскрипция (переписывание), модификация и исследовательское проектирование.  Для каждого из этих действий подходит свой вариант соотношения в каждом из измерений. Например, высокая вязкость (сопротивление изменениям) негативно отражается на модификации и исследовании, но не так опасна для одноразовых заданий переписывания и приращения.

## Список измерений
Томас Грин первоначально описал 14 когнитивных измерений для оценки различных подходов и методов дизайна (синтаксиса) программ.

### Градиент абстракции (abstraction gradient)
Каковы минимальный и максимальный уровни абстракции, принятые для данного обозначения? Могут ли учитываться более конкретные детали?

### Близость соответствия (closeness of mapping)
Насколько близко данное обозначение соответствует настоящей проблеме?

### Согласованность (consistency)
Как легко можно догадаться о полном описании объекта после изучения его частичного описания (обозначения)?

### Размытость — сжатость (diffuseness — terseness)
Сколько символов или сколько места требуется нотации для получения определенного результата или выражения смысла?

### Подверженность ошибкам (error-proneness)
В какой степени использование данного обозначения влияет на вероятность того, что пользователь сделает ошибку?

### Трудность мыслительных операций (hard mental operations)
Сколько трудных умственных усилий приходится на уровень обозначения, а не на семантический уровень? Есть ли места, где пользователь должен прибегать к дополнительным аннотациям и комментариям, чтобы отслеживать, что происходит в программе?

### Скрытые зависимости (hidden dependencies)
Являются ли зависимости между элементами обозначения видимыми или скрытыми? Каждая ли зависимость отображается в обоих направлениях? Будет ли изменение в одном из аспектов обозначения приводить к неожиданным побочным эффектам?

### Сопоставляемость (juxtaposability)
Можно ли сравнить друг с другом в одно и то же время разные варианты обозначения?

### Преждевременная фиксация решения (premature commitment)
Существуют ли строгие ограничения на порядок, в котором пользователь должен выполнять задачи для использования системы?
Требуется ли принятие решений до того, как станет доступна вся необходимая информация? Могут ли эти решения быть впоследствии изменены или исправлены?

### Поэтапное оценивание (progressive evaluation)
Насколько легко оценить и получить обратную связь, когда решение ещё не полностью готово?

### Выразительность ролей (role-expressiveness)
Насколько очевидна роль каждого из компонентов обозначения в решении в целом?

### Вторичные обозначения и избегание формализма (secondary notation and escape from formalism)
Может ли обозначение нести дополнительную информацию способом, не связанным с синтаксисом, таким как расположение, цвет или другие подсказки?

### Вязкость (viscosity)
Существуют ли какие-либо внутренние препятствия для изменений в нотации? Сколько усилий потребуется, чтобы внести изменения в программу, выраженную в данном обозначении?
Это измерение может быть разделено на следующие виды:
- Кумулятивная вязкость: изменения в коде нарушают внутренние ограничения в программе, исправление которых может привести к дальнейшим нарушениям внутренних ограничений.
- Итерационная вязкость: одно действие в рамках концептуальной модели пользователя требует много повторяющихся действий устройства.
- Вязкость масштабирования: Изменение размера входного набора данных требует изменений в структуре самой программы.

### Наглядность (visibility)
Как легко необходимые части обозначения идентифицировать, получить к ним доступ и сделать наглядными?
Приведённые измерения не являются ортогональными: изменения в дизайне вдоль одного из них обычно затрагивает другие измерения. То есть, они находятся в некотором отношении друг с другом.